# Unités de mesure anciennes arabes

## Longueur
| isba'                | 1/16 pied arabe                                                | ~2.25 cm  | un doigt            |
| ḳaḅḍa قبضة           | 1/4 pied arabe                                                 | ~9 cm     | une palme           |
| Pied arabe قدم عربية |                                                                | ~32 cm    | un pied             |
| Ḏh̲irāʿ ذراع          | coudée: traditionnellement 2 pieds arabes, puis 1,5 pied arabe |           | une coudée          |
| orgye                | fathom: 6 pieds arabes                                         | ~1.92 m   | une brasse          |
| qasab قصبة           | 12 pieds arabes                                                | ~3.84 m   | une perche ou canne |
| seir                 | 600 pieds arabes                                               | ~192 m    | un stade            |
| ghalva               | 720 pieds arabes                                               | ~230.4 m  |                     |
| parasang             | Parasange ou Lieue: 18 000 pieds arabes                        | ~5.76 km  | une lieue           |
| barid بريد           | 4 parasanges                                                   | ~23.04 km |                     |
| marhala مرحلة        | 8 parasanges                                                   | ~46.08 km |                     |